# Coxhoe
Coxhoe est une ville anglaise située dans le comté de Durham, au Royaume-Uni. En 2011, sa population était de 4 190 habitants.